# Henny Tscherning
Henriette (Henny) Tscherning (født Schultz den 5. marts 1853 i København, død 6. august 1932 i samme sted) var en dansk sygeplejerske og fagforeningsformand.

## Familie og opvækst
Som datter af Anna Margrethe Ipsen (1833-1903) og postinspektør Theodor Schultz (1822-83), voksede hun op i et velstillet Københavnsk embedsmandshjem. Henny var den ældste af 10 børn og brød med familietraditionen om at døtrene blev oplært til at føre en husholdning. 

## Sygeplejerske
Da hun var 24 gik hun i gang med at uddanne sig til sygeplejerske selvom det på dette tidspunkt var et fag med meget lav socialt status. Hun blev uddannet på den nyoprettede uddannelse på Kommunehospitalet og blev i 1878 elev på medicinsk afdeling under overlæge Andreas Brünniche og plejemoder Margrethe Bahnson. Efter kort tid blev hun udnævnt til ledende sygeplejerske, plejemoder, på en kirurgisk afdeling under overlæge Valdemar Holmer. 
I sin tid som sygeplejerske arbejdet Henny for at ensrette sygeplejeuddannelsen. Hun blev bl.a. inspireret af Florence Nightingales uddannelsesmodel på en studietur i 1883 til St. Thomas’ Hospital i London. Hun satte fokus på sygeplejerskens faglige kvalifikationer og menneskelige egenskaber og synliggjorde dem som en uundværlig gruppe i sundhedssektoren. 
Efter hun giftede sig i 1886 opgav hun karrieren for en stund, men genoptog den i 1899 da hun blev valgt ind som Dansk Sygeplejeråds første formand. 

## Ægteskab og børn
Henny blev 7. august 1886 gift med professor og kirurg Eilert Adam Tscherning (5. maj 1851 i København - 4. maj 1919 samme sted). Ægteskabet betød at hun blev nødt til at opgive sit erhverv som sygeplejerske og hellige sig mor og husmor rollen. Sammen havde de fire børn: Ellen Meggy (1887), Anton Frederik (1888), Karen (1890), Gudrun (1893) og plejebarn: Eilert Andreas Frederik (1885) som var søn af Eilerts lillebror Johan Andreas.  Ægteskabet blev opløst i 1909.

## Fagforeningsformand
I 1899 blev Henny opfordret til at stille op som formandskandidat i det nyligt stiftede Dansk Sygeplejeråd (DSR). Hun var efterfølgende formand i 28 år frem til 1927. Hendes mærkesager var en systematisk treårig sygeplejerskeuddannelse og statsautorisation af sygeplejersker i en tid, hvor alle kunne kalde sig og virke som sygeplejerske.
Henny var med i Kvindetogets delegation til regeringen og rigsdagen den 5. juni 1915. 
Hun var derudover formand for International Council of Nurses i perioden 1915 til 1922 og var dermed ansvarlig for at holde rådet samlet igennem i 1. verdenskrig. Efter krigen samlede hun igen rådets ledere til i 1922 i København for at fortsætte organiseringen af verdens sygeplejersker. Nu blev hun efterfulgt af finske Sophie Mannerheim som formand. 